# Torre Barona
La Torre Barona, altrament coneguda com a Torre del Baró, o simplement La Barona, és una edificació de Castelldefels (Baix Llobregat), catalogada com a bé cultural d'interès local.

## Història
Va ser construïda el 1583 per ordre d'Hug Joan Fivaller de Palou i de Marc, baró d'Eramprunyà. Documentada com a Torre de la Guarda del Mar, era inicialment emprada per a advertir la població costanera de la presència de naus enemigues i, més tard, en dotar-la d'artilleria, per a defensar-la contra aquestes.
L'any 1949, va ser declarada monument històricoartístic. Restaurada, en l'actualitat està integrada dins el recinte ajardinat de l'Hotel Don Jaime del grup Soteras.

## Descripció
Es troba al capdamunt d'un turó, des d'on es té una esplèndida vista de la costa i el mar. És una una torre cilíndrica de tres plantes amb parets de paredat de més d'1 m de gruix. La planta baixa i primer pis consisteixen en una única sala d'estar; la planta superior estava mig coberta i era des d'on els sentinelles feien les guaites i vigiles, i en cas d'atac, feien senyals de fum i foc, respectivament. Disposava d'una escala exterior de pedra rogenca de més de 60 esglaons estrets i sense barana per on s'accedia a la primera planta després de superar el pont llevadís; en l'actualitat i a causa de les reformes posteriors, hi resten uns 44 esglaons i s'ha afegit una barana.